# Anticrioulo
Classificam-se como anticrioulos as línguas que, contrariamente aos crioulos, apresentam léxico derivado da língua dominada, mantendo os aspectos gramaticais da língua dominante. De maneira opostas às línguas crioulas, que se desenvolvem a partir da "gramatização" dos pidgins, os anticrioulos derivam da intensa erosão linguística ocorrida numa determinada comunidade, que restringe o conhecimento da língua ancestral a relativamente poucos vocábulos. 
As línguas anticrioulas não são utilizadas como língua materna pela comunidade em que se desenvolveram. Em vez disso, são faladas quando se deseja esconder o conteúdo da conversa de pessoas alheias ao grupo. O mais famoso exemplo de anticrioulo é a Cupópia, falada por moradores do quilombo Cafundó. A língua combina a morfossintaxe do português, essencialmente do dialeto caipira, com vocábulos com origem em idiomas africanos, especialmente o quimbundo. Por vezes, unidades lexicais do português são combinadas com palavras de outras origens, para formar conceitos não abrangidos pelo léxico original. 
Outros exemplos de anticrioulos são diversos idiomas faladas pelos ciganos, em especial o caló e o anglorromani. Nestes casos, vocabulário de origem indo-ariana são utilizadas numa estrutura gramatical derivada, respectivamente, do espanhol e do inglês.